# Distretto di Guararé
Il distretto di Guararé è un distretto di Panama nella provincia di Los Santos con 10.381 abitanti al censimento 2010

## Geografia antropica

### Suddivisioni amministrative
Il distretto è suddiviso in 10 comuni (corregimientos):
- Guararé
- El Espinal
- El Macano
- Guararé Arriba
- La Enea
- La Pasera
- Las Trancas
- Llano Abajo
- El Hato
- Perales